# Calorímetro
O calorímetro é um instrumento utilizado na medição de calor - também chamado de energia térmica- envolvido numa mudança de estado de um sistema, que pode envolver uma mudança de fase, de temperatura, de pressão, de volume, de composição química ou qualquer outra propriedade associada com trocas de calor.

## Tipos de calorímetros

### Calorímetros isotérmicos
São aqueles em que idealmente não há variação de temperatura durante a experiência. Desta forma o que ocorre é a variação no fluxo de calor. Alguns aparelhos possuem termopilhas para medir o fluxo de calor trocado no processo.

### Calorímetros isoperibol
Um calorímetro isoperibol é aquele em que a temperatura do Meio é mantida constante, independentemente da temperatura do calorímetro propriamente dito, embora se tente que as diferenças de temperatura não sejam elevadas.
Consequentemente, as trocas de calor entre o vaso calorimétrico e o Meio existem deliberadamente e, sendo devidamente controladas, a quantidade de calor permutado entre aqueles dois meios é conhecida e proporcional à diferença das respectivas temperaturas.

### Calorímetros de Varredura Exploratória ou Calorimetria Exploratória Diferencial
Neste tipo de calorímetro, a temperatura no sistema calorimétrico ou a temperatura no meio podem variar de forma linear ou isotérmica e programada ao longo do tempo.

## Principais grandezas estudadas
- Quantidade de calor
- Capacidade térmica
- Calor específico
- Composição química